# Qasem Burhan
Qasem Burhan (sinh ngày 15 tháng 12 năm 1985) là một cầu thủ bóng đá người Qatar. Anh đang chơi ở vị trí thủ môn cho Al Gharrafa. Anh là cầu thủ gốc Sénégal.

## Thi đấu quốc tế
Burhan là một cầu thủ của Đội tuyển bóng đá quốc gia Qatar.

## Thống kê sự nghiệp câu lạc bộ
Tính đến ngày 21 tháng 8 năm 2011
| Câu lạc bộ          | Mùa giải            | Giải đấu            | Giải đấu | Giải đấu | Cúp quốc gia1 | Cúp quốc gia1 | Cúp liên đoàn2 | Cúp liên đoàn2 | Châu lục3 | Châu lục3 | Tổng cộng | Tổng cộng |
| Câu lạc bộ          | Mùa giải            | Giải đấu            | Trận     | Bàn      | Trận          | Bàn           | Trận           | Bàn            | Trận      | Bàn       | Trận      | Bàn       |
| ------------------- | ------------------- | ------------------- | -------- | -------- | ------------- | ------------- | -------------- | -------------- | --------- | --------- | --------- | --------- |
| Al-Khor             | 2003–04             | QSL                 | 2        | 0        |               |               |                |                |           |           |           |           |
| Al-Khor             | 2004–05             | QSL                 | 24       | 0        |               |               |                |                |           |           |           |           |
| Al-Khor             | Tổng cộng           | Tổng cộng           | 26       | 0        |               |               |                |                |           |           |           |           |
| Al-Rayyan           | 2005–06             | QSL                 | 26       | 0        |               |               |                |                |           |           |           |           |
| Al-Rayyan           | 2006–07             | QSL                 | 22       | 0        |               |               |                |                |           |           |           |           |
| Al-Rayyan           | 2007–08             | QSL                 | 16       | 0        |               |               |                |                |           |           |           |           |
| Al-Rayyan           | Tổng cộng           | Tổng cộng           | 64       | 0        |               |               |                |                |           |           |           |           |
| Al-Gharafa          | 2008–09             | QSL                 | 17       | 0        |               |               |                |                |           |           |           |           |
| Al-Gharafa          | 2009–10             | QSL                 | 18       | 0        |               |               |                |                |           |           |           |           |
| Al-Gharafa          | 2010–11             | QSL                 | 15       | 0        |               |               |                |                |           |           |           |           |
| Al-Gharafa          | 2011–12             | QSL                 |          |          |               |               |                |                |           |           |           |           |
| Al-Gharafa          | Tổng cộng           | Tổng cộng           | 50       | 0        |               |               |                |                |           |           |           |           |
| Tổng cộng sự nghiệp | Tổng cộng sự nghiệp | Tổng cộng sự nghiệp | 140      | 0        |               |               |                |                |           |           |           |           |

1Bao gồm Emir of Qatar Cup.
2Bao gồm Sheikh Jassem Cup.
3Bao gồm AFC Champions League.